# Comercial Esporte Clube (Poconé)
Comercial Esporte Clube foi um clube brasileiro de futebol da cidade de Poconé, no estado de Mato Grosso. Suas cores são vermelho e branco.
Em 1974, o Comercial participou da partida inaugural do Estádio Geraldão, junto da seleção de Cáceres.
Atualmente encontra-se afastado das competições realizadas pela Federação Mato-Grossense de Futebol.